# Устьяново (Московская область)
Устьяново — деревня в Орехово-Зуевском районе Московской области России. Входит в состав сельского поселения Ильинское. Население — 76 чел. (2010).

## История

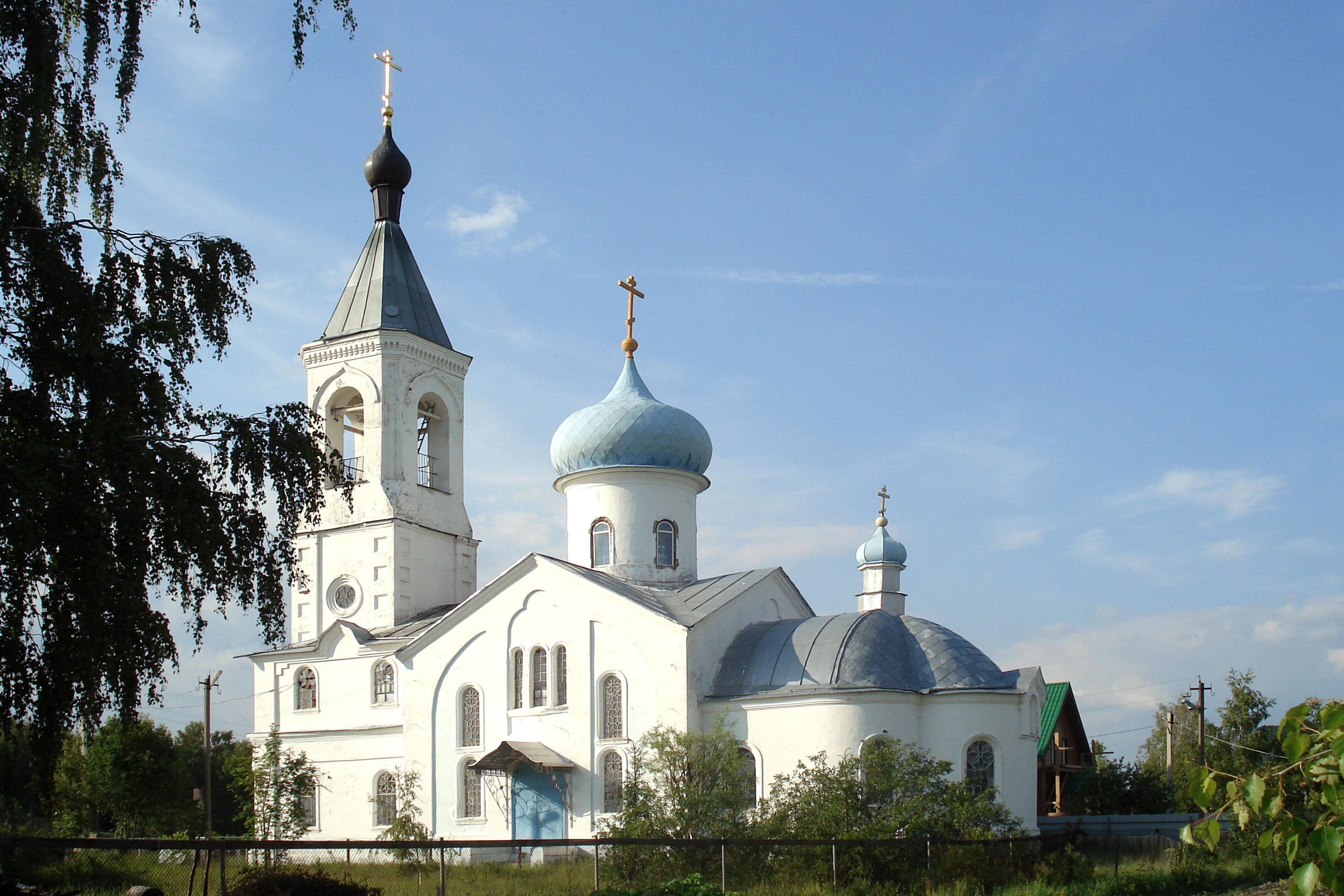
Старообрядческая Никольская церковь

Деревня находится в исторической местности — Гуслицы.
В XIX веке деревня Устьяново входила в состав Беззубовской волости Богородского уезда Московской губернии. В 1899 году в деревне проживало 918 человек.
В 1914 году в Устьяново была построена каменная старообрядческая церковь Николы Чудотворца в русском стиле по проекту архитектора Н. Г. Мартьянова. 9 июля 2014 года, при участии предстоятеля РПсЦ, Митрополита Корнилия, состоялись торжества по случаю столетия закладки храма.

## Население
Согласно Всероссийской переписи, в 2002 году в деревне проживало 79 человек (33 мужчины и 46 женщин); преобладающая национальность — русские (94 %). По данным на 2005 год в деревне проживало 87 человек.
| 1926 | 2002 | 2006 | 2010 |
| ---- | ---- | ---- | ---- |
| 850  | ↘79  | ↗87  | ↘76  |

## Расположение
Деревня расположена примерно в 36 км к югу от центра города Орехово-Зуево. Южнее деревни проходит Егорьевское шоссе. Ближайшие населённые пункты — деревни Гридино и Иванищево. Рядом протекает река Шувойка.